# Axel W. Gade
Axel Wilhelm Gade (28. maj 1860 i København – 9. november 1921 på Frederiksberg) var en dansk violonist, komponist og dirigent. Han var søn af Niels W. Gade i dennes 2. ægteskab. Axel var gift med Anna Langgaard og blev onkel til Rued Langgaard.
Axel Gade begyndte tidligt at spille violin og var 1879-1881 elev på Det Kongelige Danske Musikkonservatorium med bl.a. Valdemar Tofte som lærer. Senere fortsattes studierne hos Joseph Joachim i Berlin. Ved hjemkomsten blev han 1884 violinist i Det Kongelige Kapel og fra 1910 koncertmester. 1918 blev han Ridder af Dannebrog.
Fra 1885 var han violinlærer ved konservatoriet og i 1909 indtrådte hen i bestyrelsen. Han var en af tidens mest fremtrædende violinister, både som solist, kammermusiker og som koncertmester i Kapellet. Han optrådte lejlighedsvis som dirigent. Han udviklede sig til en ret produktiv komponist i en stil, der ikke var meget forskellig fra faderens.

## Musik
- Violinkoncert nr. 1 i D-dur (1889)
- op. 10 Violinkoncert nr. 2 i F-dur (1899)
- Venezias Nat (opera 1919) med libretto efter Holger Drachmann
- Lisette (opera 1921)
- Trio i c-mol for Pianoforte, Violin og Violoncel
- Sonate i G-dur for Pianoforte og Violin
- Davids 23. salme
- musik for obo
- nogle sange